# MT-12 Rapira
Pour les articles homonymes, voir Canon de 100 mm.
Le canon antichar de 100 mm T-12 est une arme de conception soviétique.

## Utilisateurs
Lors de l'invasion de l'Ukraine par la Russie en 2022, le canon est en usage dans les deux armées.

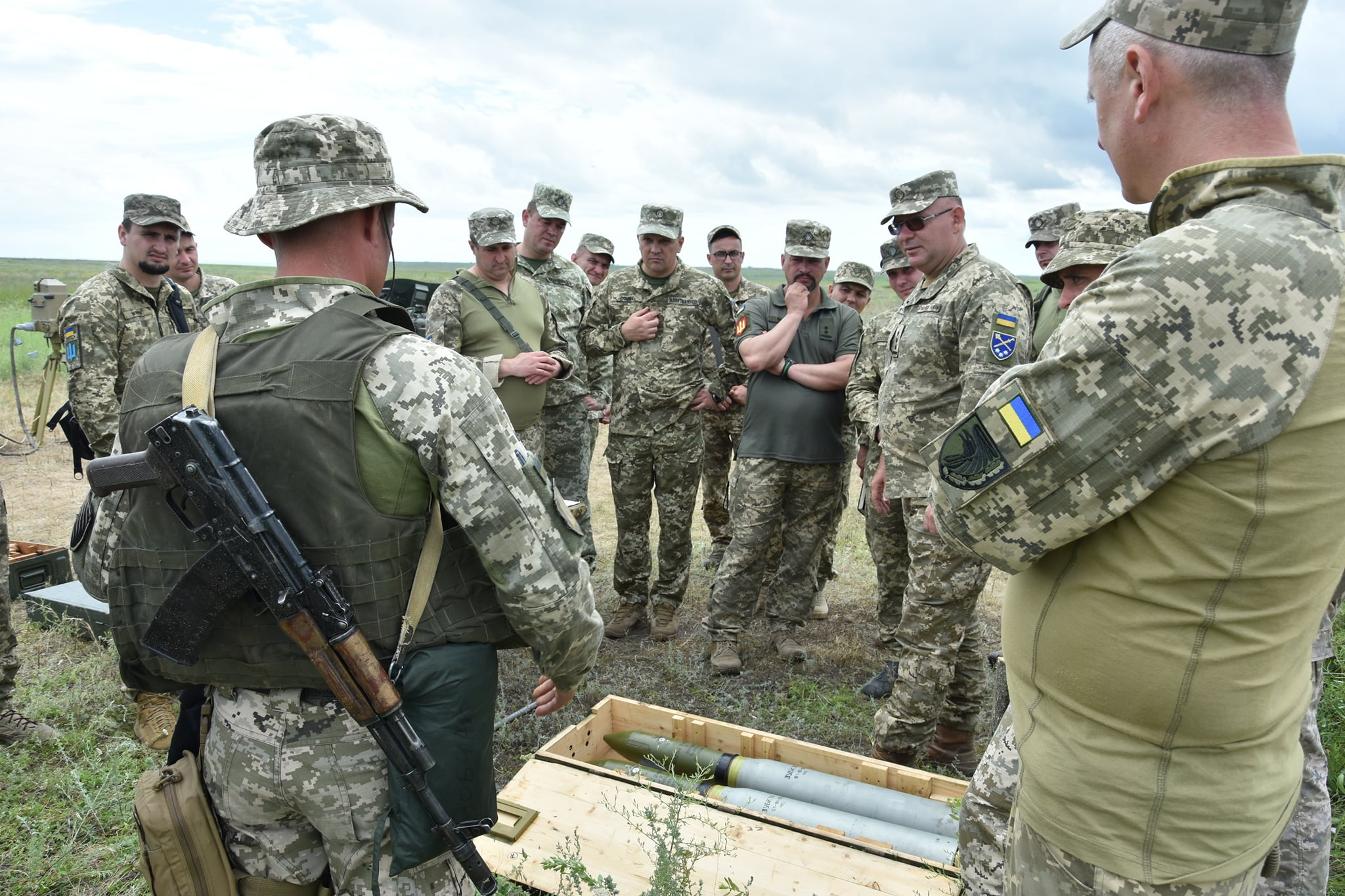
La 55e brigade d'artillerie ukrainienne utilisant un missile antichar 9M117 Bastion.

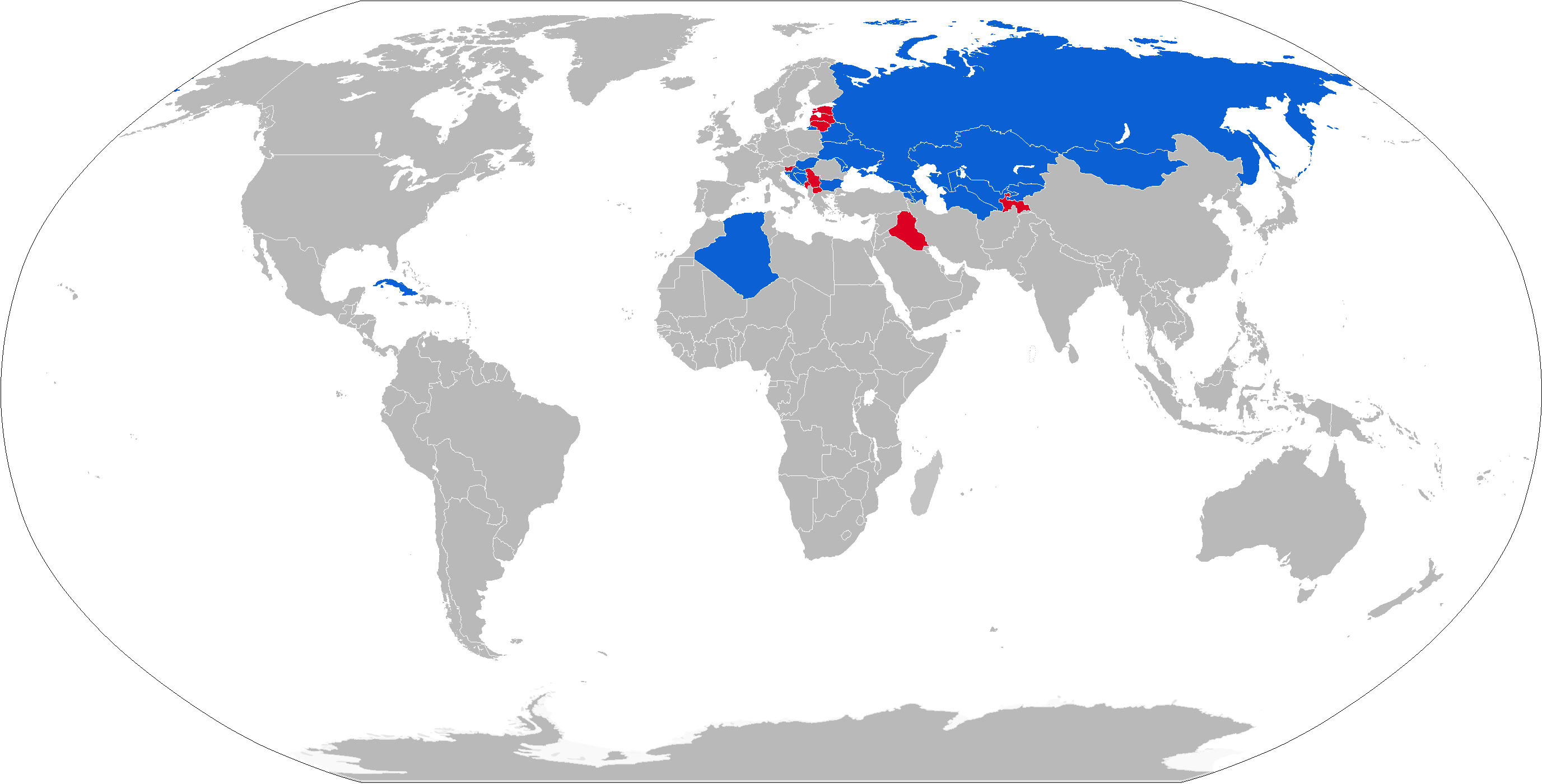
Carte de 2015 des utilisateurs du T-12, en bleu, et anciens utilisateurs, en rouge. En 2022, le Mali en dispose également.

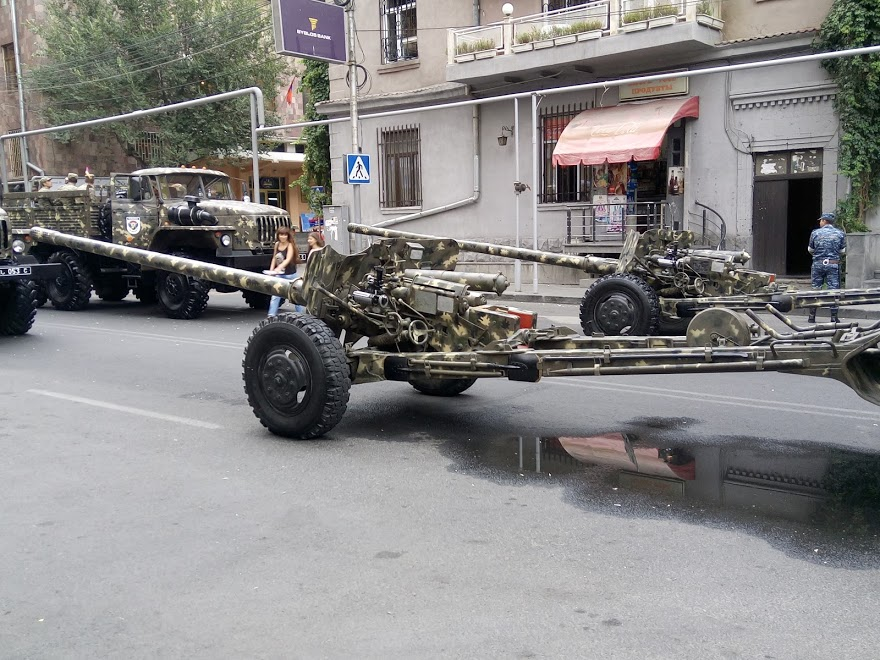
Canons MT-12 arméniens.